# Хоумас
Хоумас, другие названия плантация Бернсайд, Плантация и сады дома Хоумас — бывшая плантация в штате Луизиана на юге США, в настоящее время — частный музей, включающий парковые строения, приусадебный сад и парк как единое целое. Происхождение плантации восходит к XVIII веку, главный особняк подвергался реставрации. С 1980 года музейный комплекс занесён в Национальный реестр исторических мест США.

## История
На возвышенном берегу у большого изгиба реки Миссисипи во Французской Луизиане с начала 1700-х годов селились индейцы племени Хоума, которых сюда влекло многообразное богатство природы с возможностями охотиться в лесах. Однако в начале 1800-х годов эти места перешли в руки сахарных баронов. Александр Латиль (фр. Alexander Latil) и Морис Конуэй (фр. Maurice Conway) экспроприировали поселение индейского племени. Около 1775 года по заказу Александра Латиля здесь был построен особняк во французском колониальном стиле и заложена плантация сахарного тростника.
В рамках Луизианской покупки Хоумас перешёл с 1803 года во владение правительства США. Вскоре после этого его купил американский политик ирландского происхождения Дэниел Кларк, расширивший территорию и построивший сахарные заводы. В 1807 году Хоумас приобрёл известность как сцена дуэли между Дэниелем Кларком и первым губернатором Луизианы Уильямом Клайборном, в которой Клайборн получил пулевое ранение в ногу. 
В 1811 году бывший участник Войны за независимость США генерал Уэйд Хэмптон I приобрёл земельные владения и рабов Дэниела Кларка. Хэмптон был одним из самых богатых землевладельцев и рабовладельцев на юге США до начала гражданской войны. В последующие годы Хэмптон продолжал расширять плантации и поместье для себя и своей жены. В 1825 году имение перешло к зятю Хэмптона, по заказу которого в 1840 году было построено главное здание.  В 1857 году уроженец Белфаста Джон Бернсайд купил Хоумас, расширил территорию с 4000 до 4900 гектаров, построил ещё четыре сахарных завода. Это была одна из крупнейших плантаций в Луизиане с более чем 800 рабами.
Во время  гражданской войны в США было принято решение о конфискации местности в пользу генерала Бенджамина Франклина Батлера. Но из-за опасений конфликта с Соединённым Королевством Великобритании и Ирландии — у Джона Бернсайда всё ещё было британское гражданство — плантация оставалась его частной собственностью. После смерти Бернсайда в 1881 году поместье унаследовал  его друг Оливер Бейрн, завещавший имение своему зятю Уильяму Порчеру Майлзу — видному деятелю непризнанной конфедерации (1861—1865). После смерти Майлза в 1899 году состояние плантации ухудшилось, она вернулась к первоначальной площади в 4000 га, часть имущества была распродана. В 1927 году огромные повреждения нанесло строениям великое наводнение на Миссисипи.

## Преобразования
В 1940 году после нескольких лет запустения бывшая плантация с тем, что осталось от строений, перешла в собственность Джорджа Б. Крозата (англ. George B. Crozat). При нём были отремонтированы и обновлены здания, заменён декор, чтобы придать интерьерам федеральный стиль. В 1980 году Хоумас внесли в Национальный реестр исторических мест США как частный музей.
Новый владелец усадьбы Кевин Келли (англ. Kevin Kelly) преобразовал главное здание в оригинальный отель, который признан «лучшим историческим особняком», по данным журнала «Ю-Эс-Эй тудей». Музейный комплекс называют также «жемчужиной речного пути Луизианы» (англ. the crown jewel of Louisiana’s river road).

### Место для съёмок (выборочно)
Хоумас приобрёл известность как съёмочная площадка для целого ряда кинофильмов, телесериалов и телеигр. 
- 1964 год: триллер «Тише, тише, милая Шарлотта» с Бетт Дейвис в главной роли;
- с 1975 года: телеигра «Колесо Фортуны», придуманная Мервом Гриффином.
- 1989 год: художественный фильм «Флетч жив»  — сиквел к фильму 1985 года «Флетч» по одноимённому роману американского писателя Грегори Макдональда;
- 2007—2011 годы: мыльная опера «Все мои дети» со Сьюзан Луччи в роли телеведущей;
- 2011 год: кинокомедия «Сначала любовь, потом свадьба» с Мэнди Мур в главной роли.

Популярностью это место пользуется также для проведения свадебных торжеств.

## Галерея
|  |  |  |  |  |
|  |  |  |  |  |

|  |  |  |  |  |  |
|  |  |  |  |  |  |